# Евлогий (Марковский)
Епи́скоп Евло́гий (в миру Евсе́вий Фили́ппович Марко́вский; 20 января (1 февраля) 1878, село Хоцин, Ровенский уезд, Волынская губерния — 24 марта 1951, Магопак, штат Нью-Йорк, США) — епископ Русской православной церкви заграницей на покое, до 1946 года — епископ Украинской автономной православной церкви с титулом «епископ Винницкий и Подольский».

## Биография
Родился 1878 году в семье псаломщика села Хоцин Ровенского уезда. Окончил духовное училище. В 1918 году окончил Волынскую духовную семинарию в Житомире.
Принял сан, долго служил в местечке Клевань Ровенского уезда. После вхождения Волыни в состав Польши в 1920 году, перешёл в юрисдикцию Польской православной церкви. После вхождения Западной Украины в состав СССР в 1939 году, перешёл в Московский Патриархат. Овдовел.
После начала Великой Отечественной войны состоял в ведении Украинской Автономной Православной Церкви. В некоторых источниках утверждается, что он состоял в УАПЦ Поликарпа (Сикорского).
В 1942 году принял постриг в Почаевской Лавре с именем Евлогий.
5 августа 1942 года в Почаевской Лавре был хиротонисан во епископа Винницкого и Подольского.
В течение седмицы совершал, как минимум три Литургии, на которых осуществлял по две хиротонии — одну диаконскую, одну священническую. Несмотря на запреты местных властей, во время проскомидии и тайком в течение богослужения архипастырь поминал не только экзарха Украины, митрополита Алексия (Громадского), но и Местоблюстителя Патриаршего престола (впоследствии Патриарха) Сергия (Страгородского).
Катастрофически не хватало кадров для священства. Во многих сёлах люди просили прислать батюшку и владыка делал всё возможное, чтобы удовлетворить эти потребности. Через дом его ближайшего соратника протоиерея Иоанна Кишковского в Виннице, прошло множество священнослужителей. Кто-то из них был в сане, кто только готовился к принятию священства. Известны случаи возврата в лоно Церкви «липковцев» — участников раскольнической группировки 1921-30 годов. После принесения ими покаяния архипастырь хиротонсал их в священники, и они занимали вакантные приходы.
Находясь в Виннице, принимал активное участие в раскопках и захоронении жертв Винницкой трагедии. При участии местного духовенства завершал заупокойные богослужения. В частности, на первых похоронах 12 июня 1943 года произнёс такие слова: «Сегодня мы вознесли свои молитвы к престолу Всевышнего за тех, кто при разлуке с жизнью был лишён молитвы Божьей, кто терпел муки и брошен в страшные могилы. Эти жертвы были убиты тайным способом. Палачи думали, что их злодеяния останутся навеки тайной. Эти мученики лежат безмолвно здесь в могиле своими телами, но у них есть бессмертная душа. Память о них будет жить в сердцах наших всегда». 14 июля возглавил панихиду на четвёртом захоронении жертв Винницкой трагедии. 16 июля во время пятого захоронения совершал похороны в сослужении епископа Ровенского и Острожского Федора (Рафальского), 32 священников, одного протодиакона и диакона. Присутствовали представители духовенства Болгарской православной церкви — архимандриты Николай (Кожухаров), Иосиф (Диков) и Стефан (Николов), Румынской православной церкви — митрополит Виссарион (Пую), профессора Попеску, Крайнице и Лазарь), Элладской православной церкви — епископ Каллиник, духовенство Финляндии (пробст Любивури), Швеции (главный пастор Цедерберг, приходской пастор Сандергрен и др.).
23 июля совершал панихиду во время седьмого захоронения, 6 августа — десятого, 12 августа — одиннадцатого (в этот день ему сослужил епископ Мелитопольский Серафим (Кушнерук)), 24 августа — тринадцатого, 7 сентября — пятнадцатого, которое было последним.
В Виннице пробыл до 1943 года, когда в связи с наступлением частей Красной Армии эвакуировался сначала в Варшаву, а в 1944 году — Германию, где духовно окормлял украинские приходы.
В Русской Православной Церкви Заграницей был принят в числе 12 архиереев из Украинской и Белорусской Автономных Церквей на Мюнхенском Соборе РПЦЗ, состоявшемся в 1946 году.
В 1947 году последовало назначение епископом Каракасским и Венесуэльским, однако не смог приехать на место назначения.
С 1948 года — член Архиерейского Синода РПЦЗ. Вместе с Синодом переехал в Ново-Коренную пустынь в Магопаке, штат Нью-Йорк, США.
В ноябре-декабре 1950 года участвовал в Архиерейском Соборе РПЦЗ.
Скончался 24 марта 1951 года в Новой Коренной пустыни в Магопаке, всего три месяца прожив в Америке. Похоронен на кладбище Ново-Коренной пустыни.